# Reprezentacja Niemiec na Mistrzostwach Świata w Narciarstwie Klasycznym 2011
Reprezentacja Niemiec na Mistrzostwach Świata w Narciarstwie Klasycznym 2011 liczy 30 sportowców.

## Medale

### Złote medale
Kombinacja norweska, konkurs indywidualny HS 106/10 km: Eric Frenzel

### Srebrne medale
Kombinacja norweska, konkurs indywidualny HS 106/10 km: Tino Edelmann
Kombinacja norweska, konkurs drużynowy HS106/4x5 km: Eric Frenzel, Tino Edelmann, Johannes Rydzek, Björn Kircheisen
Kombinacja norweska, konkurs indywidualny HS 134/10 km: Johannes Rydzek
Kombinacja norweska, konkurs drużynowy HS134/4x5 km: Johannes Rydzek, Björn Kircheisen, Eric Frenzel, Tino Edelmann

### Brązowe medale
Skoki narciarskie mężczyzn, skocznia normalna drużynowo: Severin Freund, Michael Uhrmann, Martin Schmitt, Michael Neumayer
Kombinacja norweska, konkurs indywidualny HS 134/10 km: Eric Frenzel
Biegi narciarskie mężczyzn, sztafeta 4x10 km: Jens Filbrich, Axel Teichmann, Franz Göring, Tobias Angerer

## Wyniki

### Biegi narciarskie mężczyzn
Sprint
- Daniel Heun - 27. miejsce
- Tim Tscharnke - 29. miejsce
- Hannes Dotzler - odpadł w kwalifikacjach
- Josef Wenzl - odpadł w kwalifikacjach

Bieg łączony na 30 km
- Tobias Angerer - 8. miejsce
- Franz Göring - 11. miejsce
- Jens Filbrich - 30. miejsce
- Tom Reichelt - 36. miejsce

Bieg na 15 km
- Tobias Angerer - 9. miejsce
- Axel Teichmann - 13. miejsce
- Hannes Dotzler - 47. miejsce

Sprint drużynowy
- Jens Filbrich, Tim Tscharnke - 4. miejsce

Sztafeta 4x10 km
- Jens Filbrich, Axel Teichmann, Franz Göring, Tobias Angerer - 3. miejsce

Bieg na 50 km
- Tobias Angerer - 6. miejsce
- Tom Reichelt - 18. miejsce
- Franz Göring - 27. miejsce
- Tim Tscharnke - 34. miejsce

### Biegi narciarskie kobiet
Sprint
- Nicole Fessel - 15. miejsce
- Denise Herrmann - 23. miejsce
- Lucia Joas - odpadła w kwalifikacjach
- Hanna Kölb - odpadła w kwalifikacjach

Bieg łączony na 15 km
- Nicole Fessel - 7. miejsce
- Evi Sachenbacher-Stehle - 13. miejsce
- Katrin Zeller - 16. miejsce
- Steffi Böhler - 40. miejsce

Bieg na 10 km
- Katrin Zeller - 22. miejsce
- Lucia Joas - 42. miejsce
- Denise Herrmann - 43. miejsce

Sprint drużynowy
- Nicole Fessel, Steffi Böhler - 7. miejsce

Sztafeta 4x5 km
- Nicole Fessel, Evi Sachenbacher-Stehle, Katrin Zeller, Stefanie Böhler - 5. miejsce

Bieg na 30 km
- Nicole Fessel - 7. miejsce
- Katrin Zeller - 12. miejsce
- Evi Sachenbacher-Stehle - 13. miejsce
- Denise Herrmann - 39. miejsce

### Kombinacja norweska
Konkurs indywidualny HS 106/10 km
- Eric Frenzel - 1. miejsce
- Tino Edelmann - 2. miejsce
- Johannes Rydzek - 4. miejsce
- Björn Kircheisen - 28. miejsce

Konkurs drużynowy HS 106/4x5 km
- Eric Frenzel, Tino Edelmann, Johannes Rydzek, Björn Kircheisen - 2. miejsce

Konkurs indywidualny HS 134/10 km
- Johannes Rydzek - 2. miejsce
- Eric Frenzel - 3. miejsce
- Tino Edelmann - 15. miejsce
- Björn Kircheisen - nie wystartował

Konkurs drużynowy HS 134/4x5 km
- Johannes Rydzek, Björn Kircheisen, Eric Frenzel, Tino Edelmann - 2. miejsce

### Skoki narciarskie mężczyzn
Konkurs indywidualny na skoczni normalnej
- Severin Freund - 7. miejsce
- Michael Uhrmann - 11. miejsce
- Martin Schmitt - 14. miejsce
- Pascal Bodmer - 44. miejsce

Konkurs drużynowy na skoczni normalnej
- Severin Freund, Michael Uhrmann, Martin Schmitt, Michael Neumayer - 3. miejsce

Konkurs indywidualny na skoczni dużej
- Michael Uhrmann - 6. miejsce
- Severin Freund - 12. miejsce
- Richard Freitag - 15. miejsce
- Martin Schmitt - 16. miejsce

Konkurs drużynowy na skoczni dużej
- Michael Uhrmann, Severin Freund, Richard Freitag, Martin Schmitt - 4. miejsce

### Skoki narciarskie kobiet
Konkurs indywidualny na skoczni normalnej
- Melanie Faißt - 9. miejsce
- Ulrike Gräßler - 19. miejsce
- Juliane Seyfarth - 31. miejsce
- Anna Häfele - 35. miejsce